# Richard Riess
Pour les articles homonymes, voir Riess.
Richard Riess (né le 6 décembre 1937 à Sennfeld en Bavière) est un théologien protestant allemand majeur, après Karl Barth et Rudolph Bultmann.